# Die Schlümpfe 2
Die Schlümpfe 2 (Originaltitel The Smurfs 2) ist ein US-amerikanischer 3D-Film aus dem Jahr 2013 und Fortsetzung des 2011 erschienenen ersten Teils Die Schlümpfe, wie auch der erste Teil unter der Regie von Raja Gosnell. 2017 erschien mit Die Schlümpfe – Das verlorene Dorf ein weiterer Film, der aber mit der Story losgelöst war von den zwei Realfilmen. 

## Handlung
Der böse Zauberer Gargamel erschafft die beiden schlumpfartigen, aber unartigen Wesen Hauie (in der englischen Fassung Hackus, gesprochen von J. B. Smoove) und Zicky (im englischen Original Vexy, gesprochen von Christina Ricci), genannt die Lümmel (im Original: Naughties), um an die magische Schlumpf-Essenz zu gelangen. Als er erkennt, dass nur ein echter Schlumpf ihm seinen Wunsch erfüllen kann, entführt er kurzerhand Schlumpfine nach Paris, wo er seine größten Erfolge als Magier gefeiert hat und er mit Hilfe der Schlumpf-Essenz den Eiffelturm als gigantische Antenne verwenden möchte, um zurückzukehren. Schlumpfine kennt die Formel, mit der man Lebewesen in Schlümpfe verwandeln kann, da Papa Schlumpf diese bei ihr angewendet hat. Während die unartigen Lümmel versuchen, Schlumpfine auf ihre Seite zu ziehen, machen sich Papa Schlumpf, Clumsy, Muffi und Beauty auf in die Welt der Menschen, um Schlumpfine zu retten.
Zusammen mit ihren menschlichen Verbündeten versuchen die Schlümpfe Schlumpfine zu erreichen, während Gargamel im Pariser Untergrund einen riesigen Schlumpfolator konstruiert hat, eine Maschine zur Erlangung der Weltherrschaft. Gargamel schenkt Schlumpfine einen kleinen Zauberstab und versucht sie auf seine Seite zu locken, was Schlumpfine anfangs sogar annimmt. Als Hauie und Zicky im Sterben liegen, erpresst Gargamel die geheime Formel der Schlumpf-Essenz von Schlumpfine, doch die Verbündeten Menschen Patrick und Victor können die riesige Maschine zerstören, während Gargamel sich mit seinem neuen Zauberstab direkt wieder in seine alte Heimat katapultieren muss. Zum Schluss werden Hauie und Zicky zurück im Schlumpfdorf als neue Mitglieder begrüßt.

## Produktion und Veröffentlichung
Der Film wurde 2013 unter der Regie von Raja Gosnell von Sony Pictures Animation und Columbia Pictures produziert. Die Musik komponierte Heitor Pereira und für den Schnitt war Sabrina Plisco verantwortlich.
Am 31. Juli 2013 wurde der Film uraufgeführt, der Deutschlandstart war am 1. August 2013.
Im Jahr 2013 wurden bundesweit 2.509.996 Besucher an den deutschen Kinokassen gezählt, womit der Film den 10. Platz der meistbesuchten Filme des Jahres belegte.

## Besetzung und Synchronisation
| Figur           | Darsteller          | Deutscher Sprecher |
| --------------- | ------------------- | ------------------ |
| Patrick Winslow | Neil Patrick Harris | Philipp Moog       |
| Grace Winslow   | Jayma Mays          | Cathlen Gawlich    |
| Gargamel        | Hank Azaria         | Thomas Nero Wolff  |
| Victor Doyle    | Brendan Gleeson     | Bodo Wolf          |
| Blue Winslow    | Jacob Tremblay      | Pablo Ribet-Buse   |
| TV-Moderatorin  | Nancy O’Dell        | Irina von Bentheim |
| Azrael          | Mr. Krinkle         |                    |

| Figur             | Originalsprecher | Deutscher Sprecher |
| ----------------- | ---------------- | ------------------ |
| Papa Schlumpf     | Jonathan Winters | Reiner Schöne      |
| Schlumpfine       | Katy Perry       | Hannah Herzsprung  |
| Hauie             | J. B. Smoove     | Michael Kessler    |
| Zicki             | Christina Ricci  | Christiane Paul    |
| Clumsy Schlumpf   | Anton Yelchin    | Tim Sander         |
| Muffi Schlumpf    | George Lopez     | Florian Halm       |
| Beauty Schlumpf   | John Oliver      | Klaus Lochthove    |
| McTapfer          | Alan Cumming     | Jeff Burrell       |
| Schlaubi Schlumpf | Fred Armisen     | Tobias Nath        |
| Hefti Schlumpf    | Gary Basaraba    | Hans Hohlbein      |
| Erzähl-Schlumpf   | Tom Kane         | Erich Räuker       |
| Handy Schlumpf    | Jeff Foxworthy   | Rainer Fritzsche   |
| Jokey Schlumpf    | Paul Reubens     | Gerald Schaale     |
| Stänker Schlumpf  |                  | Uwe Jellinek       |
| Azrael            | Frank Welker     |                    |